# Kroeung
Kroeung là gia vị cơ bản của nhiều món ăn Campuchia, là hậu tố của tên các món ăn Khmer  có dùng nguyên liệu này.  Độ sánh quyện của nó tương tự như cà ri Thái. Có nhiều gia vị có thể được giã ra rồi trộn vào Kroeung, nhưng tám loại thường dụng là: sả, lá chanh Kaffir, riềng, nghệ, gừng, tỏi, hành lá và ớt mắt chim khô. Loại gia vị này rất cần thiết nếu muốn tạo món ăn Khơ me đậm hương vị truyền thống..

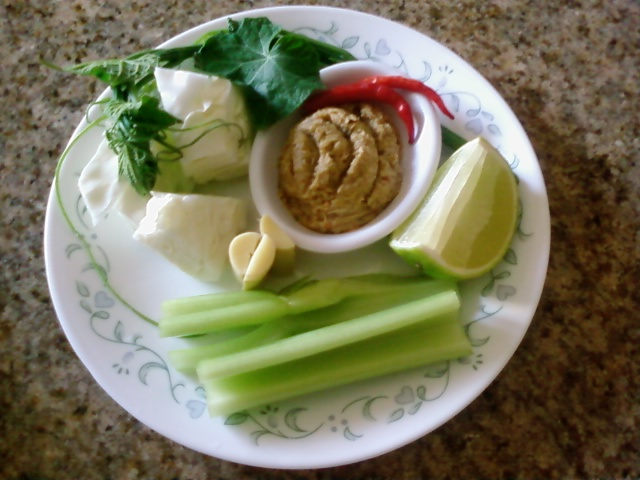
Một dĩa rau Tirk Krueng chấm với Kroeung.

Có hai loại Kroeung: Kroeung bình dân và Kroeung hoàng gia. Kroeung cho từng người, dùng để chan thêm vào món ăn, thường được các nhà hàng phục vụ thêm miễn phí nếu muốn. Kroeung hoàng gia, ngược lại, gồm nhiều loại rau thơm khác như lá chanh Kaffir. Ngoài ra, Kroeung có thể được phân biệt bởi màu sắc: vàng, xanh lá hoặc đỏ. Chất tạo màu Kroeung thường được dùng để ướp thịt, cho vào canh hoặc xào.

## Kroeung cá nhân
Đây là loại Kroeung dành chấm riêng cho mỗi món hoặc cho từng người. Kroeung cũng bao gồm nhiều loại nguyên liệu khác không có trong thành phần cơ bản. Ví dụ như, Somlar Kako, cần gạo rang (thính) để tạo vị hun khói cho món canh. Kroeung trong món Amok trey cũng là một Kroeung cho một món vì nó gồm các thành phần màu đỏ của Kroeung cơ bản, bỏ đi vị nghệ, thay bằng lá chanh Kaffir. Cũng cần biết rằng, nhiều loại Kroeung, đặc biệt là cho món cà ri, yêu cầu cần dùng các gia vị nguyên dạng phải được giã cùng với rau thơm. Bột cà ri có thể được dùng để thay thế cho gia vị nguyên dạng. Đây cũng là một loại Kroeung làm riêng cho một món.

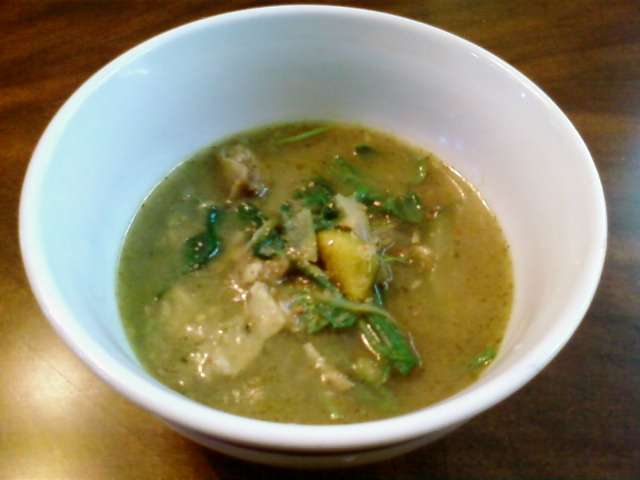
Somlar kor ko (សម្លកកូរ), được xem là quốc thực của Campuchia.

## Kroeung hoàng gia
Kroeung hoàng gia được dùng cho các món ăn cung đình. Điểm khác biệt chính là có thêm nhiều gia vị khác được thêm vào loại Kroeung này, ví dụ như ngò Trung Hoa hoặc lá chanh Kaffir . Không phải mọi Kroeung hoàng gia đều có thêm hai loại gia vị này vì đây chỉ là phần phụ thêm so với các gia vị cơ bản.
Người Campuchia sống ở nước ngoài dùng lá chanh Kaffir thay vì vỏ chanh phơi khô, vì nguyên liệu ngày không phổ biến ở bên ngoài Campuchia và ngoài khu vực Đông Nam Á.

## Chất tạo màu Kroeung
Hầu hết các loại Kroeung đều có thể được phân loại vào 3 nhóm màu sắc đặc trưng: đỏ, xanh lá và vàng. Loại nguyên liệu nào được dùng nhiều trong hỗn hợp sẽ tạo ra màu chính của hỗn hợp. Màu của Kroeung thường thay đổi trước và sau khi nấu.
Danh sách các nguyên liệu trong chất tạo màu Kroeung thay đổi tùy theo công thức chế biến; trong đó, có những nguyên liệu chỉ được dùng thuần túy để tạo màu.

## Kroeung đỏ
Kroeung Kraham hay Kroeung đỏ có màu sậm vì được cho nhiều loại ớt; những loại ớt này thường ít ảnh hưởng đến vị chung của Kroeung. Việc thêm vào màu đỏ tự nhiên của vỏ trái ớt tiện dụng hơn là dùng ớt chuông vốn thường được dùng cho các món ăn cay. Cọng sả được dùng cho loại Kroeung này, thay vì dùng lá sả, vì màu xanh của lá sả có thể lấn át màu đỏ của ớt. Cọng sả có màu be ở gốc nên dễ hấp thụ màu đỏ của ớt.
- Cọng sả
- Nghệ
- Hành lá
- Tỏi
- Riềng
- Ớt mắt chim khô

### Cách trộn gia vị
Có nhiều nguyên liệu cần chuẩn bị tỉ mỉ trước khi giã gia vị và rau thơm với nhau để tạo nên Kroeung.
- Ngâm, bỏ hạt và hút hết nước còn lại trong trái ớt và ớt khô.
- Tách cọng sả thành từng lát mỏng và bằm với riềng tươi. Nếu có sử dụng nghệ tươi hoặc nghệ ngâm muối thì băm cùng số nghệ này.
- Nếu dùng vỏ chanh Kaffir khô thì cắt lát vỏ chanh làm hai bản mỏng. Nếu dùng lá chanh Kaffir thì đập mỏng. Cắt lát mỏng tỏi và hành lá.

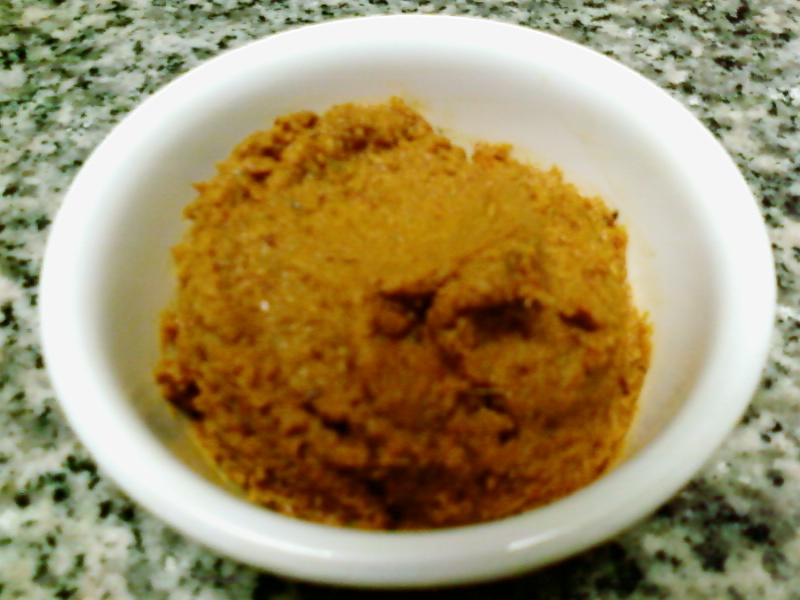
Thành quả sau khi giã gia vị tươi: Kroeung đỏ

1. Trong một cái cối đá, giã nát lá chanh hoặc vỏ chanh Kaffir khô cho đến khi tạo thành một hỗn hợp dẻo. Thêm ớt ngâm và ớt chuông vào cho đến khi hỗn hợp có màu đỏ tươi.
2. Thêm cọng sả và riềng thái hột lựu. Dùng chày giã cho đến khi hỗn hợp được hòa trộn đều. Nếu dùng nghệ tươi, bỏ nghệ vào ở bước này. Hỗn hợp nên có dạng sợi và hơi nhão.
3. Tiếp theo, thêm tỏi và hành lá cho đến khi hỗn hợp có màu đỏ như máu và mềm mịn.
4. Cuối cùng, rắc thêm bột nghệ nếu dùng nghệ dạng bột.

## Kroeung xanh lá
- Sả: tỷ lệ lá sả: cọng sả: 3:1
- Gừng
- Quế
- Riềng
- Nghệ
- Mắm bồ hóc (không bắt buộc)

## Kroeung vàng
- Nghệ
- Cọng sả
- Tỏi
- Hành lá
- Riềng